# Фролов, Евгений Николаевич (советский футболист)
Евгений Николаевич Фролов (род. 28 ноября 1956) — советский и российский футболист, выступавший на позиции защитника. Сыграл 13 матчей в высшей лиге СССР.

## Биография
Воспитанник воронежского футбола. Большую часть карьеры выступал за клубы второй лиги и коллективы физкультуры, в том числе в 1980—1981 годах играл за липецкий «Металлург», а в 1983—1984 годах — за воронежскую «Стрелу».
В 1985 году, в 28-летнем возрасте был приглашён в воронежский «Факел», дебютировавший в том сезоне в высшей лиге. Свой первый матч за команду сыграл 21 марта 1985 года против московского «Спартака». Всего за сезон принял участие в 13 матчах высшей лиги, а его команда вылетела в первую.
По окончании сезона-1985 прекратил выступления на уровне команд мастеров. В дальнейшем играл за воронежские коллективы «Буран» и «Престиж», в последнем был играющим тренером.